# Bàsil, el ratolí detectiu
Bàsil, el ratolí detectiu (títol original en anglès: The Great Mouse Detective) és una pel·lícula de dibuixos animats de Walt Disney estrenada l'any 1986. Va suposar una recuperació a la taquilla després d'alguns llargmetratges amb menys recaptació. La història es basa en els llibres de literatura infantil Basil of Baker Street, que al seu torn s'inspiren en Sherlock Holmes. Ha estat doblada al català.

## Argument
El professor Ratigan segresta Hiram, el millor inventor dels ratolins, per tal que construeixi un robot mecànic que l'ajudi a dominar Anglaterra. La seva filla Olivia cerca l'ajuda de Bàsil, un detectiu enemic declarat de Ratigan. Surten tots dos en persecució dels segrestadors, ajudats per un gos, però cauen en una trampa i són fets presoners per Ratigan. Després de diverses aventures aconsegueixen escapat i arribar al palau reial, on Ratigan i el seu robot ja estan prenent el control. Els protagonistes arriben just a temps per impedir-ho, i Ratigan fuig en un dirigible. Gràcies a les maniobres de Bàsil, aquest s'estavella contra el Big Ben i tots celebren la desaparició de l'enemic.

## Repartiment
| Personatge             | Veu en anglès       | Veu en català    |
| ---------------------- | ------------------- | ---------------- |
| Bàsil del Carrer Baker | Barrie Ingham       | Sergi Zamora     |
| Bartomeu               | Barrie Ingham       | Amadeu Aguado    |
| Dr. David Q. Dawson    | Val Bettin          | Domenèch Farell  |
| Narrador               |                     | Eduard Doncos    |
| Profesor Ràtigan       | Vincent Price       | Jordi Royo       |
| Olivia Flaversham      | Susanne Pollatschek | Berta Cortés     |
| Fridget                | Candy Candido       | Mark Ullod       |
| Sra. Judson            | Diana Chesney       | Marta Martorell  |
| Reina Ratolía          | Eve Brenner         | María Luisa Solá |
| Hiram Flaversham       | Alan Young          | Jaume Comas      |
| Sherlock Holmes        | Basil Rathbone      | Àlex Messeguer   |
| Dr. John H. Watson     | Laurie Main         | Ramon Canals     |
| Senyora Ratolí         | Shani Wallis        | Mercè Segarra    |
| Cambrera               | Ellen Fitzhugh      | Mercè Segarra    |